# Balapur
Balapur és una ciutat i municipi de Maharashtra, al districte d'Akola, a l'Índia. La parteix el riu Mini que la separa dels barris o suburbis (petta). Segons el cens de 2001 tenia 39.493 (el 1881 eren 11.244 habitants i el 1901 eren 10.486), amb una important part musulmans. L'antiga fortalesa es va ensorrar en part darrerament. Els musulmans de la ciutat acusen al govern de fer una política contrària als monuments per haver estat fets per musulmans. La Jama Masjid de la ciutat fou construïda per Aurangzeb, però està en ruïnes i el principal centre religiós musulmà és la Shahi Masjid.

## Història
Balapur fou una important estació militar de l'Imperi Mogol, la segona més destacada de Berar després d'Ellichpur. Va esdevenir capital de la província de Berar a lloc d'Ellichpur; el príncep Sultan Murad, fill d'Akbar el Gran va governar la regió de Berar amb seu a la ciutat (1596) i va fundar a la rodalia una nova vila de nom Shahapur on va construir un palau avui en ruïnes. Muhammad Azam Shah, fill d'Aurangzeb va residir a la ciutat i hi va construir un fort. Un chhatri o pavelló fou construït per Mirza Raja Jai Singh, comandant de Shah Jahan i general d'Aurangzeb. El juliol de 1720 Nizam al-Mulk Asaf Jah va derrotar l'exèrcit imperial enviat contra ell a la rodalia de Balapur. La fortalesa de Balapur fou construïda per Ismail Khan, nawab d'Ellichpur, i es va acabar el 1757 sent el segon fort més gran de Berar després del de Gawilgarh. Fou capital d'una taluka de 1473 km² amb 104.495 habitants el 1901 i 162 pobles entre els quals la capital Balapur, Patur i Wadegaon. La municipalitat es va establir el 1834.